# Yigoga improcera
Yigoga improcera är en fjärilsart som beskrevs av Otto Staudinger 1888. Yigoga improcera ingår i släktet Yigoga och familjen nattflyn. Inga underarter finns listade i Catalogue of Life.